# 今泉城 (越中国)
今泉城（いまいずみじょう）は、富山県富山市今泉に在った日本の城。

## 規模
南北に伸びる帯状の微高地に築かれた平城。『今泉城古図』によると東西三十三間（約60メートル）、南北五十六間（約100メートル）。単郭でその外側に堀を巡らした、やや楕円形に近い形状であった。また城の周囲は沼地や湿地帯となっており、天然の要害であった（以上『案内板』より抜粋）という。飛騨街道や神通川が近くを通っており飛騨国、越中国間の陸運、水運を押さえる目的も有していたと思われる。

## 年表
元亀2年（1571年）、飛騨の国人でこの頃には北上して越中へ侵入し越中国戸川城に拠っていた塩屋秋貞が今泉城を攻略したという。この時の城主は不明だが、今泉城が在った越中国太田保は当時椎名氏の影響下にあったと思われる事から、椎名氏の管轄下にあったと思われる。
天正2年（1574年）、前年に上杉謙信より越中国太田下郷（太田保に比定されるか）を拝領した河田長親が普請を開始。長親は今泉城に代官を置いて周辺を支配した。
天正6年（1578年）3月、謙信が死去し御館の乱が勃発。越中国にも動揺が広がった。長親は引き締めに努めるが、この状況を好機とみた織田信長は越中国人衆に調略を仕掛けて越中国城生城城主斎藤信利、信吉兄弟等を寝返らせると共に、飛騨国から神保長住、斎藤利治等を送り込んだ。越中国津毛城を攻略し、太田本郷城に入った織田勢は更に北進して今泉城を攻めるも、長親や長尾景直率いる守備側の激しい抵抗に遭い撤退する。長親は追撃したが、それを逆手に取った利治は月岡野へと誘い込んで逆襲。上杉方の完敗に終わった（月岡野の戦い）。その煽りを受けて今泉城も信吉等によって攻め落とされた。
その後今泉城は斎藤兄弟の管轄下に置かれたと云う（『案内板』より抜粋）。が、同年12月に「椎名駿河守」（景直か）なる者が上杉方から織田方へと寝返って、その見返りとして信長より越中国太田保を賜っており（『織田信長朱印状』）、彼が今泉城へ入った可能性もある。いずれにせよこの後今泉城の名が史料では見えなくなる為、暫くして廃城になったものと思われる。
天正10年（1582年）3月、織田勢が上杉方の越中国魚津城を攻める。「椎名駿河守」も織田方として出陣しているが、これ以降「椎名駿河守」の名は史料から見えなくなる。
同年8月、本能寺の変。斎藤兄弟が上杉方へ寝返り、佐々成政によって居城である城生城を攻められる。一年余りの籠城戦の末に落城し、斎藤兄弟は飛騨国の三木氏を頼って落ち延びた。

## 現在
日枝神社や富山市民病院が建ち、地表では往時を偲ぶ事は出来ないが、富山市公式の埋蔵文化財包蔵地地図（インフォマップとやま）では日枝神社周辺を遺跡番号552（今泉城跡）としている。神社の片隅に石碑と案内板が建っている。